# 世界卫生大会
世界卫生大会（法語：Assemblée Mondiale de la Santé），是世界卫生组织（WHO）的最高权力机构。世界卫生大会每年5月在瑞士日内瓦的萬國宮召开一次大会，审议世界卫生组织总干事的工作报告、世界卫生组织的预算报告、接纳新会员国等诸多重要的议题。
第一届世界卫生大会于1948年6月24日在日内瓦召开，大会宣布世界卫生组织正式成立。

## 正式成員
所有世界衛生組織的會員國，以及附屬於其的副會員均可出席世界衛生大會。目前共有193个會員國正式成員。

## 觀察員
另外世界卫生组织总干事可視需要邀請非會員以觀察員身份與會，但沒有投票權以及取得WHO內部資料的權利。

### 当前的观察员
截至2022年5月，世界卫生组织觀察員如下：
- 巴勒斯坦解放组织
- 聖座（亦可参见梵蒂冈）
- 馬爾他騎士團
- 紅十字國際委員會
- 红十字会与红新月会国际联合会
- 各國議會聯盟

### 过往的观察员
- 中華台北（台湾）：2009年－2016年

有关台湾的观察员资格问题，2009年开始基于海峡两岸当局就这一问题达成的共识，台湾以“中华台北”（Chinese Taipei）名义、观察员身份、部长名衔受邀参与世卫大会，自此连续以此身份参与世卫大会。2016年，台湾在最后一刻收到世卫大会邀请函，而该邀请函上首次注记了《联合国大会第2758号决议》、《世界卫生大会第25.1号决议》以及上述文件中的“一个中国”原则。2017年及之後，世界卫生组织未再向台湾发函邀请以观察员身份出席世界卫生大会。世界衛生組織官员曾称台灣的觀察員問題须由該組織194個會員國讨论決定，不是世卫秘书处可以决定的；在技术层面上，台湾的医疗技术专业人员仍能参加部分世界卫生组织的有关活动，如2020年的第四届全球疫苗免疫研究论坛。

## 决议

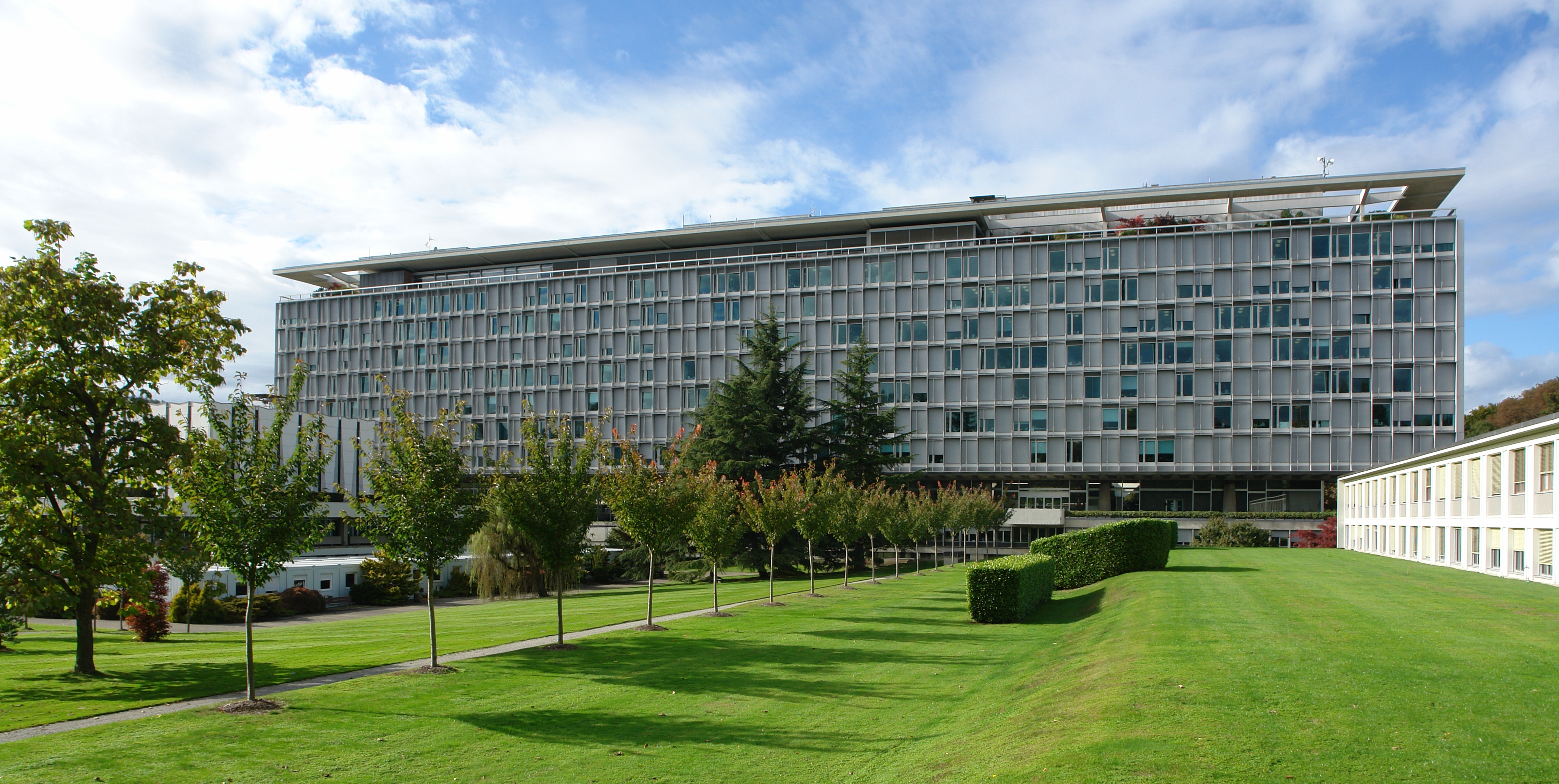
世界衛生大會的大樓

### 1990年
1990年5月17日，聯合國屬下的世界衛生組織在世界衛生大會上正式地把同性戀由當時的疾病名冊中移去，亦即意味著聯合國和世界衛生組織都不再視同性戀為任何的疾病或不正常。
此決定同時代表著世界衛生組織並不認為同性戀需要任何的治療，而且代表著世界衛生組織認為同性戀是人類性傾向中一種正常類別。

### 2018年
2018年5月26日，第71届世界卫生大会各国代表通过了新的五年战略计划，旨在帮助世界实现可持续发展目标，强调2019年至2023年，实现全民健康福利覆盖人口新增10亿人、发生突发卫生事件时受到更好保护人口新增10亿人、健康得到改善人口新增10亿人。